# L’Esperance Rock
L’Esperance Rock ist eine kleine, unbewohnte Insel vulkanischen Ursprungs im südwestlichen Pazifischen Ozean. Es ist die südlichste Insel der von Neuseeland verwalteten Kermadecinseln und liegt rund 80 km südsüdwestlich von Curtis Island. Vom East Cape auf der Nordinsel Neuseelands liegt sie gut 600 km entfernt.
Die bis zu 70 m hohe Insel hat einen maximalen Durchmesser von 250 m und weist eine Fläche von 4,8 ha (0,048 km²) auf. 8 km nordwestlich von L’Esperance Rock liegt der  kaum über die Meeresoberfläche ragende Havre Rock.
Entdeckt wurde die Insel vom französischen Seefahrer Jean-Michel Huon de Kermadec am 16. März 1793 im Rahmen der Expedition Joseph Bruny d’Entrecasteaux’; benannt ist sie nach dessen Forschungsschiff L’Esperance.
Der Umkreis von 12 Seemeilen um die Insel ist Teil des vom Department of Conservation verwalteten 7450 km² großen Meeresschutzgebietes Kermadec Islands Marine Reserve. Die Insel kann daher nur mit einer Genehmigung und nur zu wissenschaftlichen Zwecken betreten werden.